# 墨脱阿波鳅
墨脱阿波鳅（学名：Aborichthys kempi）为輻鰭魚綱鯉形目條鳅科阿波鳅属的鱼类。在中国，分布于西藏墨脱县南部的里戛地区和缅甸北部的葡萄等。该物种的模式产地在西藏墨脱县南部的雅鲁藏布江及其支流。本魚體延長，側扁，頭鈍，口下位，具有3對觸鬚，觸鬚長於眼睛直徑，頭部致胸部具有黑色雲斑紋，體側有多條黑色直條紋，約18至21條，連結在一起或分開，尾鰭為圓形，尾柄部上端具有一黑色斑點，體色為淡褐色，體長可達8.1公分，棲息在熱帶溪流礫石底質水域，以附著的藻類為食，生活習性不明。

## 扩展阅读
維基物種上的相關：墨脱阿波鳅